# Gustaf Fock
Gustaf Fock, född på 1660-talet, död 29 mars 1725, var en svensk friherre, militär och landshövding.

## Biografi
Gustaf Fock militärbana omfattade att han blev kommendant i Karlshamn 6 juni 1711, överste vid Västgöta tremänningsinfanteriregemente 30 april 1712 och kommendant i Landskrona.
Han utsågs till landshövding i Älvsborgs län 4 maj 1716 och innehade det ämbetet till sin död.
Han blev friherre 23 maj 1719.
Han var gift med Margareta Dorotea von der Pahlen och hade med henne två barn som dog unga.